# روبرت الثاني، دوق بورغندي
روبرت الثاني (1248 - 21 مارس 1306)؛ هو دوق برغونية منذ 1272 حتى وفاته، هو الابن الثالث لـ هوغو الرابع ويولاندا من درو.
تزوج روبرت من أغنيس ابنة الملك لويس التاسع عام 1279، وانجبت له:-
- أوغو الخامس دوق برغونية (1282-1315).
- بلانش (1288-1348)، تزوجت إدوارد كونت سافوي
- مارغريت (1290-1315)، كانت زوجة الأولى لويس العاشر من فرنسا
- جوان (1293-1348)، كانت زوجة كونت مين وفالوا، ولاحقاً الملك فيليب السادس من فرنسا.
- أودو الرابع دوق برغونية (1295-1350).
- لويس، أمير آخايا (1297-1316)، وهو متزوج ماتيلدا من هينو.
- ماري (1298-1336) تزوج إدوارد الأول، كونت بار.[1]
- روبرت كونت تونير (1302-1334)، وهو متزوج جوان، وريثة تونير.

في 1284 تم استثمار بين روبرت مع رودولف من هابسبورغ حول دوقية دوفيني،  وأعقب ذلك عامين من الحرب التي انتهت بـ انتصار الملك فيليب الرابع ملك فرنسا دفع روبرت مبالغ كبيرة على التخلي عن دعواه عن دوفيني .
روبرت أنهى ممارسة التخلي عن أجزاء من أراضي البرغونية لأبناء الصغار وأيضا المهور لبنات، ومنذ ذلك الحين الدوقية كلها، والتي تقلصت بالفعل من المهور السابقة، مرت غير مجزئة إلى الابن البكر.